# Harald Pilzer
Harald Pilzer (* 29. April 1953 in Konstanz) ist ein deutscher Historiker und Bibliothekar. Von 2001 bis 2018 leitete er u. a. die Stadtbibliothek Bielefeld.

## Leben und Wirken
Harald Pilzer studierte Geschichte, Politikwissenschaft und Germanistik an der Universität Konstanz und legte sein Staatsexamen für den höheren Schuldienst und die Magisterprüfung im Jahre 1978 ab. Nach kurzer Tätigkeit als wissenschaftliche Hilfskraft am Fachbereich Geschichte und Philosophie an der Universität Konstanz war er von 1980 bis 1984 in der Erwachsenenbildung in Berlin tätig. 1984 trat er als Bibliotheksreferendar an der Amerika-Gedenkbibliothek in Berlin in die Ausbildung für den höheren Bibliotheksdienst ein und absolvierte die Fachprüfung hierfür 1986 an der Fachhochschule für Bibliotheks- und Dokumentationswesen in Köln. Anschließend war er als Bibliothekar an der Lippischen Landesbibliothek in Detmold (1986/87), der Stadtbibliothek Bielefeld (1987/88) und der Stadtbibliothek Berlin-Wilmersdorf (1988 bis 1993) tätig. 1993 wechselte er wieder an die Lippische Landesbibliothek Detmold. Im Jahre 2001 wurde er zum Stadtbibliotheksdirektor in Bielefeld ernannt. Dort leitete er bis 2018 die Stadtbibliothek, das Stadtarchiv und die Landesgeschichtliche Bibliothek. Während seiner Amtszeit entstand der Neubau der Bibliothek am Neumarkt in Bielefeld. Bis 2017 leitete Pilzer den Verband der Bibliotheken des Landes Nordrhein-Westfalen.
In seinen Veröffentlichungen beschäftigt sich Pilzer u. a. mit der Geschichte der Öffentlichen Bibliotheken in Berlin und Bielefeld sowie mit der Lippischen Landesbibliothek Detmold.

## Veröffentlichungen (Auswahl)
- Das Öffentliche Bibliothekswesen Berlins in der Weimarer Republik. In: Bibliothek. Forschung und Praxis, Bd. 12 (1988), S. 3–34.
- "Sire, es ist eine Revolution"! Versuch einer Literatursichtung zur Zweihundertjahrfeier der Französischen Revolution. In: Buch und Bibliothek, Bd. 41 (1989), S. 174–189.
- "Die Berliner Situation ist nicht mit Mitteln von gestern zu bewältigen". Die öffentlichen Bibliotheken in Berlin (West) zwischen 1945 und 1965. In: Peter Vodosek (Hrsg.): Die Entwicklung des Bibliothekswesens in Deutschland 1945–1965 (= Wolfenbütteler Schriften zur Geschichte des Buchwesens, Bd. 19). Harrassowitz, Wiesbaden 1993, S. 127–161, ISBN 3-447-03427-0.
- Charlottenburg und andere. Private und kommunale Volksbibliotheken im Großraum Berlin in der Phase der Bücherhallenbewegung 1892–1914. In: Jörg Fligge (Hrsg.): Stadt und Bibliothek (= Wolfenbütteler Schriften zur Geschichte des Buchwesens, Bd. 25). Harrassowitz, Wiesbaden 1997, S. 179–230, ISBN 3-447-03885-3.

- (Mithrsg. u. -autor): Lippe 1848. Von der demokratischen Manier eine Bittschrift zu überreichen. Ausstellung Lippe 1848 (= Auswahl- und Ausstellungskataloge der Lippischen Landesbibliothek Detmold, Bd. 34). Detmold 1998, ISBN 3-9806297-0-8.
- Die Lippische Landesbibliothek als nationalsozialistische Weltanschauungsbücherei. In: Hermann Niebuhr (Hrsg.): Nationalsozialismus in Detmold. Aisthesis-Verlag, Bielefeld 1998, S. 503–527, ISBN 3-89528-208-1.
- Heinrich Schierenberg. Direktor des Leopoldinum als Abgeordneter in der Paulskirche. In: Johannes Versen (Hrsg.): Vierhundert Jahre Leopoldinum Detmold 1602–2002. Verein der Freunde und Förderer des Gymnasiums Leopoldinum, Detmold 2002, S. 99–108, ISBN 3-00-009697-3.
- Bürgerliches Wohlfahrtsdenken und kommunale Bildungspolitik. Die Anfänge des öffentlichen Bibliothekswesens im wilhelminischen Bielefeld 1897 bis 1906. In: Ravensberger Blätter, Jg. 2008, H. 1, S. 24–50.
- "Ich möchte nicht unterlassen zu erwähnen, dass ich meine Arbeit stets gern getan habe". Die Bibliothekarin Charlotte "Lotta" Steinhaus (1878–1944). In: Bärbel Sunderbrink (Hrsg.): Frauen in der Bielefelder Geschichte. Verlag für Regionalgeschichte, Bielefeld 2010, S. 122–133, ISBN 978-3-89534-795-5.
- (Mithrsg.): Das historische Erbe in der Region. Festschrift für Detlev Hellfaier. Aisthesis-Verlag, Bielefeld 2013, ISBN 978-3-89528-880-7.
- "Library politics" und "library policy" im föderativen Staat. Eine Skizze. In: Christine Haug (Hrsg.): Buch – Bibliothek – Region. Wolfgang Schmitz zum 65. Geburtstag. Harrassowitz, Wiesbaden 2014, S. 321–340, ISBN 3-447-10195-4.
- Bibliothekspolitik im föderalen Staat. Der lange Abschied vom nationalen "Planungs- und Einheitlichkeitsparadigma". In: Klaus-Rainer Brintzinger u. a. (Hrsg.): Bibliotheken. Von Anfang an Zukunft. 104. Deutscher Bibliothekartag, Nürnberg 2015 (= O-bib. Sonderband 2). MV Wissenschaft, Münster 2016, S. 11-23, ISBN 3-95925-015-0.
- Ein Bibliotheksgesetz für Nordrhein-Westfalen. Bibliothekspolitischer Mythos, bibliothekspolitische Utopie oder realistische Perspektive? In: Bibliotheksdienst, Bd. 51 (2017), S. 65–92.
- Erstmals mehr als eine Option? Der mühselige Weg zu einem Bibliotheksgesetz in Nordrhein-Westfalen. In: O-bib (München), Bd. 4 (2017), Nr. 4, S. 1–21.
- Autonome Bibliotheken. Open Libraries schaffen neue Perspektiven. In: Petra Hauke (Hrsg.): Öffentliche Bibliothek 2030. Herausforderungen – Konzepte – Visionen. Bock + Herchen, Bad Honnef 2019, S. 81–90, ISBN 978-3-88347-304-8.